# Гинцбурги
Гинцбурги (нем. Günzburg) — род еврейских банкиров, предпринимателей и меценатов, за которым в Российской империи было признано баронское достоинство. Неоднократно выступали как штадланы (ходатаи) перед имперскими властями за единоверцев.

## История
Род ведёт начало от виленского купца (по другим сведениям, витебского раввина) Габриэля-Якова Гинцбурга (1793—1853), который вместе с сыном вёл торговые дела в Витебске, Каменце и Симферополе. В 1849 г. по ходатайству министра Вронченко наделён с семьёй правами почётного потомственного гражданства.
Его сын Евзель (Йоссель, Осип), коммерции советник, держал чарочный откуп в Севастополе во время осады и в продолжение всей Крымской войны «оказывал постоянное особенное усердие к безостановочному продовольствию войск винною порциею». Разбогатев на откупах, создал крупнейшую в России частную банковскую систему (Санкт-Петербургский, Киевский, Одесский учётно-ссудные банки), через которую финансировалось строительство многих железных дорог.
Евзель Гинцбург был возведён в баронское достоинство грамотой великого герцога Гессен-Дармштадтского в 1874 году. Двум сыновьям его, Нафталию-Герцу и Соломону-Давиду Гинцбургам, высочайше разрешено было пользоваться этим титулом в России в 1879 году. Все трое похоронены в Париже, куда Гинцбурги стали постепенно переносить свои операции в связи с усилением антисемитских настроений в России. Баронский титул был предоставлен по просьбе принца Александра Гессенского, брата императрицы Марии Александровны, которому Гинцбурги оказывали материальную поддержку.
В качестве руководителей петербургской еврейской общины Гинцбурги вели широкую благотворительную деятельность. Среди прочего ими было основано Общество для распространения просвещения между евреями в России (1863), на их средства выстроена первая в Петербурге синагога, они оплачивали обучение выдающегося скульптора Марка Антокольского. Барон Гораций Гинцбург не раз ходатайствовал перед царскими властями об отзыве антисемитских законов и требовал наказания зачинщиков погромов. С началом русско-турецкой войны барон Гинцбург подписался на военный заём на сумму в 10 млн руб. (такую же, как и Государственный банк).
Из-за падения курса рубля в 1892 году в банке Гинцбургов было временно введено внешнее управление. Российские власти в предоставлении займа банку отказали. Расплатившись с клиентами, Гинцбурги окончательно перевели банковские операции в Европу, а в России продолжили заниматься развитием и разработкой ленских золотых приисков. После Ленского расстрела 1912 года Гинцбурги вышли из руководства «Ленского золотопромышленного товарищества».

## Видные представители
- Гинцбург, Нафтали-Герц. Жил в Вильно во второй половине XVIII в. Выходец из семьи потомственных раввинов, занялся коммерческой деятельностью.
  - Гинцбург, Гавриил Яковлевич (Габриэль-Яков) (1793—1853). Купец-откупщик. Осел в Витебске. Жена — Лия (Лея-Сара) Рашкис.
    - Гинцбург, Евзель Гавриилович (Иосиф-Евзель Габриэлович) (16.01.1812—2.01.1878) — сын витебского раввина, винный откупщик, финансист, возведённый в 1874 году в баронское достоинство. Жена — Раса Давидовна Дынина, дочь содержателя почтовой станции в г. Орша Витебской губернии Давида Зискиндовича Дынина и Матильды (Моттел) Горбовицер.
      - Гинцбург, Александр (Зискинд) Евзелевич (1831—10.12.1878). 31 мая 1861 г. исключён из постоянных сотрудников и представителей фирмы «И. Е. Гинцбург». Забрал из капиталов фирмы с 1864 г. около 300 тыс. руб. серебром, почему и был лишён отцом наследства. Жена — Розалия Эттингер.
        - Гинцбург, Зискинд-Михаил Зискиндович.
        - Гинцбург, Габриэль-Яков (Жак) Зискиндович (1853—1929). Участвовал в Русско-Турецкой войне 1877—1878 гг., получил ранение. Корнет. Уехал во Францию, стал маклером Парижской бирже. Основал собственную банкирскую фирму «J. Gunzburg et Co». В 1895 г. выступил соучредителем Banque francaise d’Afrique du Sud" (Французский банк Южной Африки), созданного для финансирования нескольких золотых рудников в Южной Африки, главным образом компании Randfontein. Из нескольких золотых рудников вместе с банком и другими инвесторами создал компанию Cofrador. Член совета директоров банка Credit mobilier и банка Banque francaise pour le commerce et l’industrie (Французского банка для торговли и промышленности). Жена — португальская аристократка Генриетта Ласска (в 1-м браке жена антиквария Жермена Бапста, в 3-м браке — жена Василия Нарышкина).
          - Гинцбург, Дмитрий де (1886—1919) — меценат, казначей и спонсор русского балета Дягилева.
          - Гинцбург, Николас де (1904—81) — франко-американский журналист и светский персонаж, исполнитель главной роли в фильме «Вампир».

      - Гинцбург, Гораций Осипович (Нафтали-Герц) (1833—1909) — крупнейший банкир Российской империи (наряду с бароном Штиглицем), меценат, гессенский консул в Петербурге. Жена — с 1853 г. Анна Гесселевна Розенберг (10.03.1838 — 27.11.1876), двоюродная сестра мужа, дочь житомирского купца Гесселя (Хаима-Йеошуа-Гершеля) Марковича Розенберга и Эльки Габриэловны Гинцбург,
        - Гинцбург, Габриель-Яков Горациевич (1855 — ?). Статский советник.
        - Гинцбург, Давид Горациевич (1857—1910) — гебраист, еврейский общественный деятель, спонсор издания и соредактор «Еврейской энциклопедии»; собрал ценную библиотеку редких книг и рукописей по еврейской и арабской письменности. Председатель Волжско-Каспийского нефтяного и торгового общества, член правления товарищества Сергинско-Уфалейских горных заводов, директор правления товарищества Могилянского свекло-сахарного завода и товарищества Чонгарских соляных промыслов. Жена — двоюродная сестра Матильда Уриевна Гинцбург.
          - Гинцбург, Марк Давидович (10.1888 — 1.03.1891)
          - Гинцбург, Анна Давидовна
          - Гинцбург, Осип (Иосиф-Евзель, Жозеф) Давидович
          - Гинцбург, Софья Давидовна
          - Гинцбург, Евгений (Эжен) Давидович

        - Гинцбург, Марк (Мордехай-Альфред) Горациевич (1859—12.1878) — художник; изображён на портрете Марка Антокольского.
        - Гинцбург, Луиза Горациевна (1862 — ?). Муж — Джозеф С. Сассун.
        - Гинцбург, Александр (Александр-Моисей) Горациевич (1863—1948) — с 1885 г. отставной корнет, директор Акционерного объединения «Платина». После смерти отца в 1914 г. возглавил фирму «И. Е. Гинцбург». Совладелец и директор товарищества Могилянского свекло-сахарного завода, Ленского золотопромышленного товарищества, Верхне-Амурской золотопромышленной компании, Березовского золотопромышленного товарищества, Компании цепного пароходства по р. Шексне. Председатель правления нефтепромышленного и торгового АО «Петроль». Директор правления Чонгарских соляных промыслов. В 1918 г. арестован ВЧК, но вскоре был выпущен. Сразу же после освобождения уехал за границу. Жена — Роза Сигизмундовна, дочь банкира Зигмунда Варбурга.
          - Гинцбург, Ирина (Ирен) Александровна. По мужу — баронесса де Фрис-Гинцбург.

        - Гинцбург, Альфред (Авраам-Альфред) Горациевич (1865—1936) — с 1888 г. корнет в отставке. Директор-распорядитель Ленского золотопромышленного общества, пятый сын Горация Гинцбурга. Участвовал в Первой мировой войне, произведён в поручики. Участвовал в Гражданской войне на стороне «белых». Уехал во Францию. Жена — двоюродная сестра по матери С. Е. Ашкенази, дочь Евгения Ашкенази.
        - Гинцбург, Матильда Горациевна (1866 — ?). Муж — доктор, барон Людвиг фон Гутман, сын известного углепромышленника в Австро-Венгрии.
        - Гинцбург, Дмитрий-Исаак Горациевич (1870 — ?). В 1910—1915 гг. — содиректор, казначей и спонсор Русского балета С. П. Дягилева. В годы Первой мировой войны погиб на Кавказе. Жена — Маргарита (Гетта), дочь сахарозаводчика Л. И. Бродского.
        - Гинцбург, Петр-Бениамин Горациевич (1872—1948). Жил в Париже. Управляющий делами своего тестя, вице-президент фонда Эмиля Дейча. Жена — Ивонна, дочь французского финансиста и мецената Эмиля Дейча де ля Мерта.
          - Алина Гинцбург (1915 — ?), в первом браке Штраусс, 2-м браком была замужем за физиком Гансом фон Хальбаном, 3-м браком — за мыслителем Исайей Берлином.

        - Гинцбург, Владимир (Владимир-Георг-Вольф) Горациевич (1873 — после 1917). С 1901 г. — титулярный советник, с 1911 г. — коллежский асессор. Член попечительских советов ряда учебных заведений. Директор-распорядитель Карвице-Озерянского свеклосахарного товарищества, член правления 13 предприятий — товарищества Махаринецкого свеклосахарного и рафинадного завода, Красноселковского свеклосахарного завода, Александровского товарищества Одесского рафинадного завода и др. — активов своего тестя Л. И. Бродского. Член совета Киевского Частного коммерческого банка, член правления АО Хамовнического пиво-медоваренного завода в Москве. После революции уехал с женой и детьми во Францию, где имел дом на rue Alfred Dehodencq, 8. Женат на Кларе, дочери сахарозаводчика Л. И. Бродского.
        - Гинцбург, Анна-Любовь-Татиана-Сарра Горациевна (1876 — ?). Муж — Зифрид Евгеньевич Ашкенази, владелец банкирского дома «М. Ашкенази» в Одессе, её двоюродный брат по матери.

      - Гинцбург, Урий Осипович (1840—1914), владелец образцового имения Могилянское в Гайсинском уезде Подольской губернии (со свекло-сахарным заводом)
        - Матильда Уриевна Гинцбург. Муж — двоюродный брат Давид Горациевич Гинцбург (1857—1910)

      - Гинцбург, Соломон Осипович (1841 — 1.09.1905), руководитель отделения банкирского дома «И. Е. Гинцбург» в Париже, на бульваре Осман. Покончил с собой из-за долгов. Жена — Генриетта-Эрнестина Голдсмит, дочь парижского банкира Соломона Голдсмита.
        - Гинцбург, Роберт-Иосиф Соломонович
        - Гинцбург, Жан-Морис Соломонович
        - Гинцбург, Георгий-Алексей Соломонович
        - Гинцбург, Маргарита-Анна. Муж — Роберт де Байер, сын генерального консула Австро-Венгрии в Боюсселе, директора Парижско-Нидерландского банка (PARIBAS) Рафаэля де Байера и племянницы банкира Леона Ламбера, мужа Зои Люси Бетти Ротшильд (внучка Густава Ротшильда).

      - Гинцбург, Матильда (Хая-Матлея) Осиповна (1844 — ?), жена нотариуса Поля Фульда, двоюродного племянника министра двора Второй империи Ашиля Фульда. Мать Луизы Фульд, жены Эмиля-Соломона-Жожа Хальфина, матери филантропистки Жермены Ротшильд, у которой работала секретаршей Ханна Арендт. Мать Мари-Генриетты Фульд, жены графа Анри Русселя де Курси. Мать Сусанны Фульд, жены французского живописца, композитора и судовладельца Рауля Градиса.